# Lee Buchanan
Pour les articles homonymes, voir Buchanan.
Lee Buchanan, né le 7 mars 2001 à Mansfield en Angleterre, est un footballeur anglais qui évolue au poste d'arrière gauche à Birmingham City.

## Biographie

### Derby County
Né à Mansfield en Angleterre, Lee Buchanan est formé par le club de Derby County. Il intègre l'équipe réserve à seulement 17 ans en 2018. Buchanan joue son premier match en professionnel, le 13 août 2019, en étant titularisé lors d'une rencontre de coupe de la Ligue anglaise face au Scunthorpe United. Il se fait remarquer ce jour-là en inscrivant également son premier but en professionnel, le seul de la partie, permettant donc aux siens de s'imposer. Buchanan joue son premier match de Championship le 24 août suivant, lors de la réception de West Bromwich Albion. Il est titulaire et la rencontre se solde par un score nul (1-1).
Le 31 juillet 2020, Buchanan prolonge son contrat avec Derby County jusqu'en juin 2022.

### Werder Brême
Le 4 juillet 2022, Lee Buchanan s'engage en faveur du Werder Brême, tout juste promu en première division. Il signe un contrat courant jusqu'en juin 2026,.
Le 20 août 2022, Buchanan inscrit son premier but pour le Werder Brême, lors d'une rencontre de championnat face au Borussia Dortmund. Entré en jeu ce jour-là, il participe à la victoire de son équipe par trois buts à deux,.

### Birmingham City
Le 26 juillet 2023, Lee Buchanan fait son retour en Angleterre en s'engageant avec Birmingham City. Il signe un contrat de cinq ans, soit jusqu'en juin 2028.
Il joue son premier match pour Birmingham le 5 août 2023, à l'occasion de la première journée de la saison 2023-2024 de Championship, contre Swansea City. Il est titularisé et les deux équipes se neutralisent (1-1 score final),.
Buchanan marque son premier but pour Birmingham City le 14 décembre 2024 contre Bristol Rovers, en championnat. Il est titularisé et ouvre le score au bout de six minutes de jeu, participant à la victoire de son équipe par deux buts à zéro,.

### En sélection
Le 6 novembre 2020 Lee Buchanan est convoqué pour la première fois avec l'équipe d'Angleterre espoirs. Il joue son premier match le 13 novembre 2020 contre Andorre. Il entre en jeu à la place de Dwight McNeil et son équipe s'impose par trois buts à un.

## Statistiques
| Saison                | Club                  | Championnat           | Championnat | Championnat | Coupe nationale | Coupe nationale | Coupe de la Ligue | Coupe de la Ligue | Compétition(s) continentale(s) | Compétition(s) continentale(s) | Compétition(s) continentale(s) | Total | Total |
| Saison                | Club                  | Division              | M.          | B.          | M.              | B.              | M.                | B.                | Comp.                          | M.                             | B.                             | M.    | B.    |
| 2019-2020             | Derby County          | Championship          | 5           | 0           | -               | -               | 2                 | 1                 | -                              | -                              | -                              | 7     | 1     |
| 2020-2021             | Derby County          | Championship          | 35          | 0           | -               | -               | 2                 | 0                 | -                              | -                              | -                              | 37    | 0     |
| 2021-2022             | Derby County          | Championship          | 30          | 0           | -               | -               | 1                 | 0                 | -                              | -                              | -                              | 31    | 0     |
| Sous-total            | Sous-total            | Sous-total            | 70          | 0           | 0               | 0               | 5                 | 1                 | -                              | 0                              | 0                              | 75    | 1     |
| 2022-2023             | Werder Brême          | Bundesliga            | 21          | 1           | 2               | 0               | -                 | -                 | -                              | -                              | -                              | 23    | 1     |
| Sous-total            | Sous-total            | Sous-total            | 21          | 1           | 2               | 0               | 0                 | 0                 | -                              | 0                              | 0                              | 23    | 1     |
| 2023-2024             | Birmingham City       | Championship          | 32          | 0           | 3               | 0               | -                 | -                 | -                              | -                              | -                              | 35    | 0     |
| 2024-2025             | Birmingham City       | Championship          | 3           | 1           | 1               | 0               | -                 | -                 | -                              | -                              | -                              | 4     | 1     |
| Sous-total            | Sous-total            | Sous-total            | 35          | 1           | 4               | 0               | -                 | -                 | -                              | -                              | -                              | 39    | 1     |
| Total sur la carrière | Total sur la carrière | Total sur la carrière | 126         | 2           | 6               | 0               | 5                 | 1                 | -                              | 0                              | 0                              | 137   | 3     |